# デリンクユ
デリンクユ（トルコ語: Derinkuyu）は、トルコ共和国中央アナトリア地方ネヴシェヒル県にある町である。人口は10,912人（2022年）。標高は1,333メートル。

## 地下都市

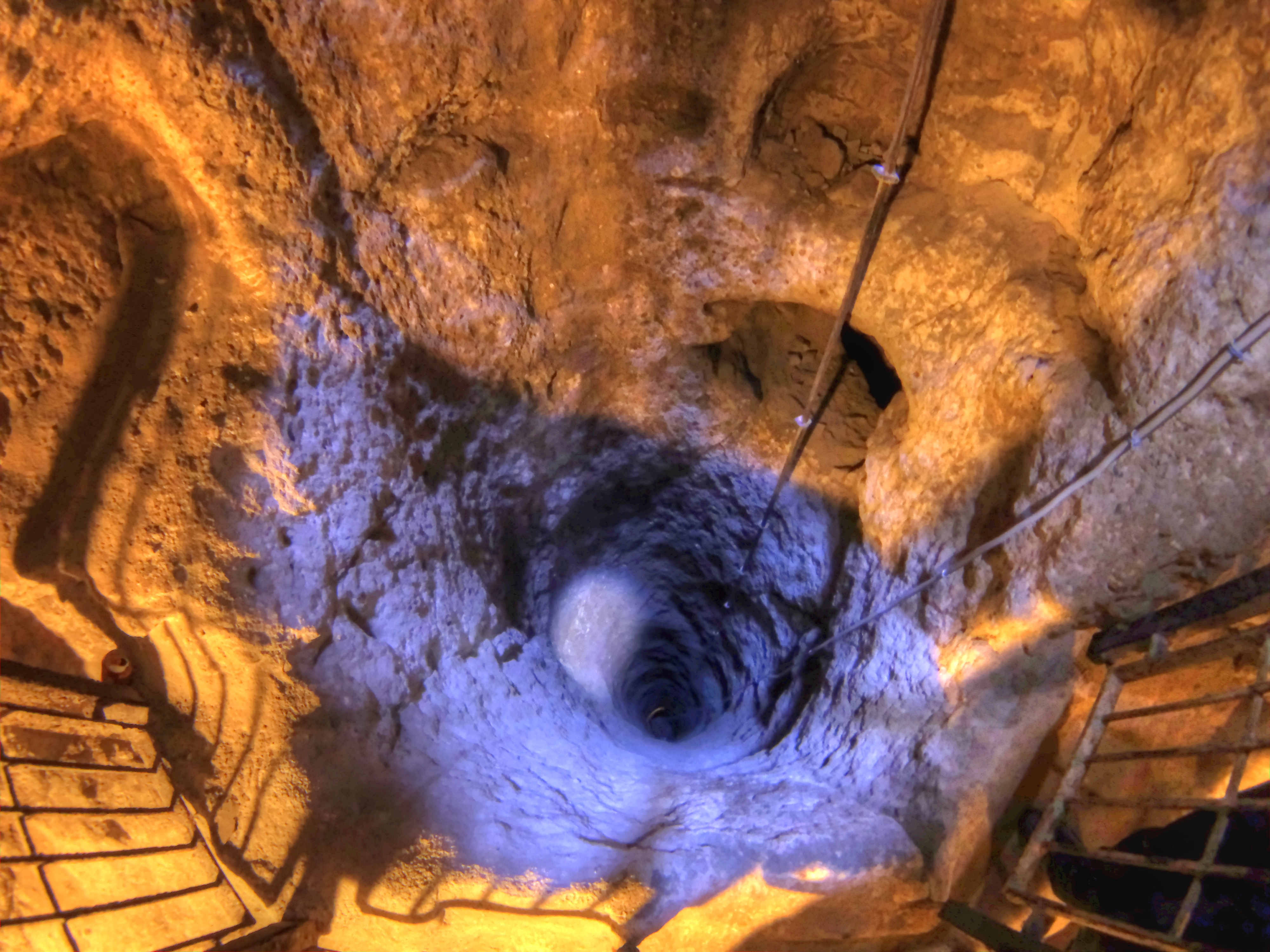
デリンクユ地下都市の立坑

デリンクユの町の近くには「デリンクユ地下都市」があり、これは深さ約85メートルにも及ぶ古代に作られた地下に掘られた都市である。この地下都市は、2万人もの人々が家畜や食料とともに避難できたほどの規模を持つ。カッパドキア各地にある地下都市のひとつで、発掘された地下都市としては最も深く、地下トンネルで「カイマクル地下都市」と繋がっている。

## 参照項目
- ネヴシェヒル県の下位自治体